# Ксенія Стад-де Йонг
Ксенія Стад-де Йонг (нід. Xenia Stad-de Jong; нар. 4 березня 1922 — пом. 3 квітня 2012) — нідерландська легкоатлетка, яка спеціалізувалася в бігу на короткі дистанції.

## Із життєпису
Олімпійська чемпіонка в естафеті 4×100 метрів (1948).
На Олімпіаді-1948 брала участь також у бігу на 100 метрів, проте зупинилась на півфінальній стадії. 
Срібна призерка чемпіонату Європи в естафеті 4×100 метрів (1950).
Ексрекордсменка світу в естафеті 4×110 ярдів.
По завершенні змагальної кар'єри працювала тренером.

## Основні міжнародні виступи
| Рік  | Змагання         | Місто    | Місце | Дисципліна |
| ---- | ---------------- | -------- | ----- | ---------- |
| 1948 | Олімпійські ігри | Лондон   | 2пф5  | 100 м      |
| 1948 | 1                | 4×100 м  |       |            |
| 1950 | Чемпіонат Європи | Брюссель | 3заб4 | 100 м      |
| 1950 | 2                | 4×100 м  |       |            |